# Gemisto Pletão

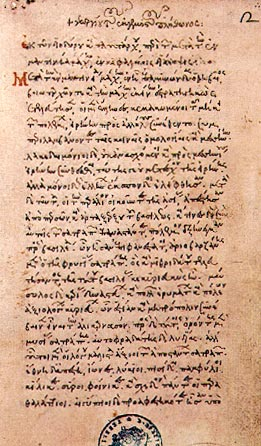
Manuscrito de Gemisto Pletão.

Jorge Gemisto Pletão (ou Pléton; em grego: Γεώργιος Πλήθων Γεμιστός; Mistra, 1355 - Peloponeso. 1452) foi um filósofo e erudito grego neoplatônico, um dos pioneiros no revival do aprendizado dos mestres gregos no início da Renascença na Europa Ocidental. 
Pletão participou do Concílio de Ferrara, e posteriormente se instalou em Florença, onde iniciou sua lições de filosofia platônica, que impulsionaram a criação da Academia Florentina por Cosme I de Médici, em 1459. Seu platonismo, no qual se mesclam elementos neoplatônicos, neopitagóricos e aristotélicos, configura-se como um emanatismo aonde a alma é uma emanação das idéias, que por sua vez emanam do Uno, ou de Deus e aspira a uma restauração do politeísmo grego, ao qual devia subordinar-se o cristianismo.
Plethon foi o autor de De Differentiis, uma descrição das diferenças entre as concepções de Deus entre Platão e Aristóteles.